# Te Kao
Te Kao est un district de la Péninsule d'Aupouri situé dans la région du Northland, dans l’île du Nord de la Nouvelle-Zélande.

## Situation
La  State Highway 1/S H 1  passe à travers le district.
Le Cap Reinga est situé à 46 km vers le nord, et la ville d’Houhora est à 24 km vers le sud.
La «Forêt d’Aupouri » et la Plage des 90 miles sont localisées vers l’ouest  , .

## Histoire et culture
L’athlète de la tribu des Te Aupōuri (en) nommé : Te Houtaewa débuta ici sa course légendaire le long de la plage de ‘Ninety Mile Beach ‘ à ‘Te Kao’ .
Le Marae local de «Pōtahi » est un terrain de rencontre traditionnel pour l’iwi des Te Aupōuri (en)  et comprend la maison de réunion: ‘Waimirirangi’ ou ‘Haere-ki-te Rā’ .
Le mouvement religieux Ratana et son église, qui est caractérisée par des clochers à chacun des coins de la façade, qui portent les mots "Arepa" et "Omeka" (traduction en langue Maori des mots grecques pour Alpha et Omega – le début et la fin) 

## Éducation
L’école ‘Te Kao School’ est une école mixte assurant tout le primaire (allant de l’année 1 à 8) avec un taux de décile de 2 et un effectif de 24 élèves .
L’école a célébré son 125 e anniversaire sur le ‘week-end de la fête du travail’ de l’année 2006 .